# Nebusarsekiminskriften
Nebusarsekiminskriften är en kilskrift på en liten lertavla daterad till 594 f.Kr. Den namnger en ämbetsman, Nebusarsekim, vid den babylonska kungen Nebukadnessar II hov. Ämbetsmannen är även namngiven i Bibeln, Jeremias bok 39. Det gör den till en av få källor där en i bibeln namngiven person som inte är kung även namnges i samtida utombibliska källor. Inskriften upptäcktes på en lertavla i British Museums samlingar 2007.

## Lertavlan och inskriften
Lertavlan är 5,4 centimeter bred och 3,5 centimeter hög. Inskriptionen lyder ungefär:
(Gällande): 1,5 minas guld, tillhörande Nabu-sharrussu-ukin, chefseunucken, som han skickat med Arad-Banitu eunucken, till Esangila: Arad-Banitu har levererat till Esangila.
I närvaro av Bel-usat, Aplayas son, den kungliga livvakten, Nadin, Marduk-zer-ibnis son.
Månad 11, dag 18, år  10 i Nebukadnesser, Babyloniens kung.
Tavlan är förmodligen ett kvitto på att chefseunucken Nabu-sharrussu-ukin betalat 1,5 minas guld (ungefär 0,75 kg) till ett tempel, Esanglia, som är helgat till skaparguden Marduk.

## Kopplingen till Jeremia
I Jerimia 39, vers 3, namnges några ur den babyloniska ledningen vid belägringen av Jerusalem. I Bibel 2000 tituleras och namnges tre personer och en av dem är "hovmarskalken Nebusarsekim". Antalet och namngivningen har varierat i olika översättningar eftersom det har varit osäkert vad som är titlar, namn och hur interpunktionen ska göras. I 1917 års kyrkobibel räknas sex personer upp, där är interpunktionen "..Samgar-Nebo, Sarsekim,...". På samma sätt har antalet och namngivningen varierat även i andra språkversioner av Bibeln, till exempel den engelska. Lertavlan har därför varit avgörande för att reda ut antalet och de närvarandes namn.
Andra samtida kilskrifter visar att chefseunucken var en av befälhavarna i den babylonska armén och en av de högsta ämbetsmännen vid hovet. Det är också känt att det bara fanns en person med den titeln. Därför är forskarna övertygade om att det Nabu-sharrussu-ukin och Nebusarsekim är samma person.

## Upptäckt
Lertavlan köptes in av British Museum 1920 från den fransk-armeniske antikvitetshandlaren I Élias Géjou. Den österrikiske assyriologen Michael Jursa från Wiens universitet hade undersökt British Museums samling av små lertavlor med kilskriftsinskriptioner sedan 1991. När han läste inskriptionen på tavlan kände han igen tidpunkten från Bibelns historia om Babyloniska fångenskapen. När han jämförde med texten i Jeremia 39 kunde han se att titeln och namnet stämde.